# When Ladies Meet
When Ladies Meet é um filme norte-americano de 1933, do gênero comédia, dirigido por Harry Beaumont e estrelado por Ann Harding e Robert Montgomery.
O filme tem muitos diálogos e pouca ação, o que trai sua origem teatral, pois é baseado na peça de Rachel Crothers, apresentada 173 vezes na Broadway entre outubro de 1932 e março de 1933.
Em 1941, a MGM refilmou a história, com Joan Crawford, Robert Taylor e Greer Garson nos papéis principais, sob a direção de Robert Z. Leonard.

## Sinopse
Claire é casada com o editor mulherengo Rogers. Mary é uma bela escritora envolvida com Rogers. Jimmie, o jornalista, é amigo de Mary e a ama, apesar de desprezar seus romances. Mary está escrevendo um novo livro (sobre um triângulo amoroso) e quando conhece Claire, esta passa a fazer comentários idiotas e carregados de lugares comuns sobre o amor e maridos namoradores...

## Premiações
| Patrocinador                                  | Prêmio | Categoria              | Situação |
| --------------------------------------------- | ------ | ---------------------- | -------- |
| Academia de Artes e Ciências Cinematográficas | Oscar  | Melhor Direção de Arte | Indicado |

## Elenco
| Ator/Atriz        | Personagem |
| ----------------- | ---------- |
| Ann Harding       | Claire     |
| Robert Montgomery | Jimmie     |
| Myrna Loy         | Mary       |
| Alice Brady       | Bridget    |
| Frank Morgan      | Rogers     |
| Martin Burton     | Walter     |
| Luis Alberni      | Pierre     |